# (307463) 2002 VU130
(307463) 2002 VU130, também escrito como (307463) 2002 VU130, é um objeto transnetuniano (TNO) que está localizado no cinturão de Kuiper, uma região do Sistema Solar. Ele é classificado como um plutino, pois, o mesmo está em uma ressonância orbital de 2:3 com o planeta Netuno). Ele possui uma magnitude absoluta (H) de 6,1 e, tem um diâmetro estimado com cerca de 253 km, por isso é pouco provável que possa ser classificado como um planeta anão, devido ao seu tamanho relativamente pequeno.

## Descoberta
(307463) 2002 VU130 foi descoberto no dia 07 de novembro de 2002 pelo astrônomo Marc W. Buie.

## Órbita
A órbita de (307463) 2002 VU130 tem uma excentricidade de 0.210 e possui um semieixo maior de 39.336 UA. O seu periélio leva o mesmo a uma distância de 31.088 UA em relação ao Sol e seu afélio a 47.584.